# Robert Silný
Robert Silný (830? – 2. července 866 Brissarthe, Maine-et-Loire) byl markrabě Neustrie, od roku 834 hrabě z Orléans, v letech 837–840 hrabě z Wormsu, od roku 853 hrabě z Angers a od roku 861 hrabě z Anjou. Po něj je pojmenována dynastie Robertovců. 
Jeho otcem byl hrabě Robert III. Wormský, matkou Wiltruda (Waldrada) z Orleans. Robert Silný byl otcem dvou králů Západofranské říše, Odona Pařížského a Roberta I. Francouzského. V roce 853 byl králem Západofranské říše Karlem II. Holým jmenován Missus dominicus. Zároveň byl pradědečkem Huga Kapeta a tedy prapředkem všech Kapetovců.
Dne 2. července 866 byl zabit v bitvě u Brissarthe, když bránil Západofranskou říši proti bretaňsko-vikingskému seskupení vedenému bretaňským králem Salomonem a vikingským vůdcem Hasteinem. Během bitvy byl velitel Vikingů uvězněn v nedalekém kostele. Robert sundal brnění a následně začal kostel obléhat. Vikingové náhle zahájili překvapivý útok a Robert byl v následném souboji zabit. Jeho dědicem se stal jeho devítiletý syn Odo. Díky jeho hrdinským úspěchům v boji proti Vikingům ho Fuldské anály nazývají druhým „Judou Makabejským“.

## Manželství a děti
Robert Silný měl pravděpodobně dvě manželky. Jméno Robertovy první ženy se nedochovalo. Druhou manželkou byla Adelaide z Tours, dcera Huga I., hraběte z Tours a Sens.
Robert měl tři děti:
- Odo (před 852–898) – král západních Franků v letech 888–898.
- Regnilda – manželka Williama z Périgueuxu.
- Robert (kolem 865–923) – král západních Franků v letech 922–923.